# Sambandspartiet (Island)
Sambandspartiet (islandsk: Sambandsflokkurinn) eller Unionspartiet var et politisk parti i Island, der blev etableret efter altingsvalget 1911 som en alliance mellem Hjemmestyrepartiet under Hannes Hafstein, den moderate del af Selvstændighedspartiet og nogle løsgængere. Da Altinget mødtes i juli 1912 registreredes partiet som en altingsgruppe indbefattende 32 af tingets 40 medlemmer, og Hafstein udnævntes til minister for Island.
Formålet med partiet var at løse spørgsmålet om en forbundstraktat mellem Island og Danmark, hvilket havde vist sig særdeles vanskelligt, efter Altinget afviste et udkast fra den dansk-islandske forfatningskommission i 1908.
Et kompromisforslag præsenteret af Hafstein i foråret 1913 blev heftigt kritiseret i den islandske presse, og Sambandspartiet kløvedes i tre fraktioner; en gruppe fortsatte med at støtte Hafstein, en anden under ledelse af Lárus H. Bjarnason genoprettede Hjemmestyrepartiet, mens en tredje gruppe oprettede Bondepartiet. Det lykkedes Hafstein at genforene broderparten af partiet, så han igen havde et flertal, og et forfatningsforslag blev godkendt af Altinget i efteråret 1913. Ved genforeningen af partiets altingsgruppe blev den registreret under navnet Hjemmestyrepartiet, men stadig omtalt som Sambandspartiet.
Ved valget i 1914 stillede ingen af de tingmænd, der havde været tilknyttet Sambandspartiet op under dette navn. Hafsteins tilhængere tabte valgte, og han afgik efterfølgende som minister.
Forfatningsforslaget blev godkendt af Altinget for anden gang i 1914, og dannede grundlag for den dansk-islandske forbundstraktat i 1918.